# Ängstugegölen
Ängstugegölen är en sjö i Vimmerby kommun i Småland och ingår i Botorpsströmmens huvudavrinningsområde.